# Rita Macedo
Rita Macedo (također znana kao Conchita Macedo; 21. travnja 1925. – Ciudad de México, 5. prosinca 1993.) bila je meksička glumica koja je glumila tijekom tkz. zlatnog doba meksičke filmske industrije (šp. Época de Oro del Cine Mexicano).

## Biografija
Rita je rođena 21. travnja 1925. kao María de la Concepción Macedo Guzmán; kći Miguela Maceda Garmendije i njegove supruge, spisateljice Julije Guzmán Esparze. Svoju je glumačku karijeru započela u dobi od 15 godina kao Conchita Macedo. Osim što je glumila u filmovima, imala je uloge i u mnogim telenovelama.
Prvi muž Rite Macedo bio je producent Luis de Llano Palmer. Njihova su djeca:
- Luis de Llano Macedo, producent telenovela
- Julissa (Julia Isabel de Llano Macedo), glumica i pjevačica

Ritin je drugi muž bio Pablo Palomino, a treći pisac Carlos Fuentes; kći Rite i njezina trećeg supruga je producentica Cecilia Fuentes Macedo.
Rita se ubila 5. prosinca 1993.

## Filmografija

### Filmovi
- Cambiando el destino
- El castillo de la pureza
- Tú, yo, nosotros
- Jesús, nuestro Señor
- El hombre de papel
- La estrella vacía

### Telenovele
Neke telenovele u kojima je Macedo glumila:
- La mujer dorada
- Donde comienza la tristeza
- Las máscaras
- El manantial del milagro
- Alcanzar una estrella